# Râul Jiul de Est
Râul Jiul de Est (numit în trecut și Râul Jiul Unguresc) este un curs de apă, afluent al râului Jiu.